# کمپوس مارتیوس

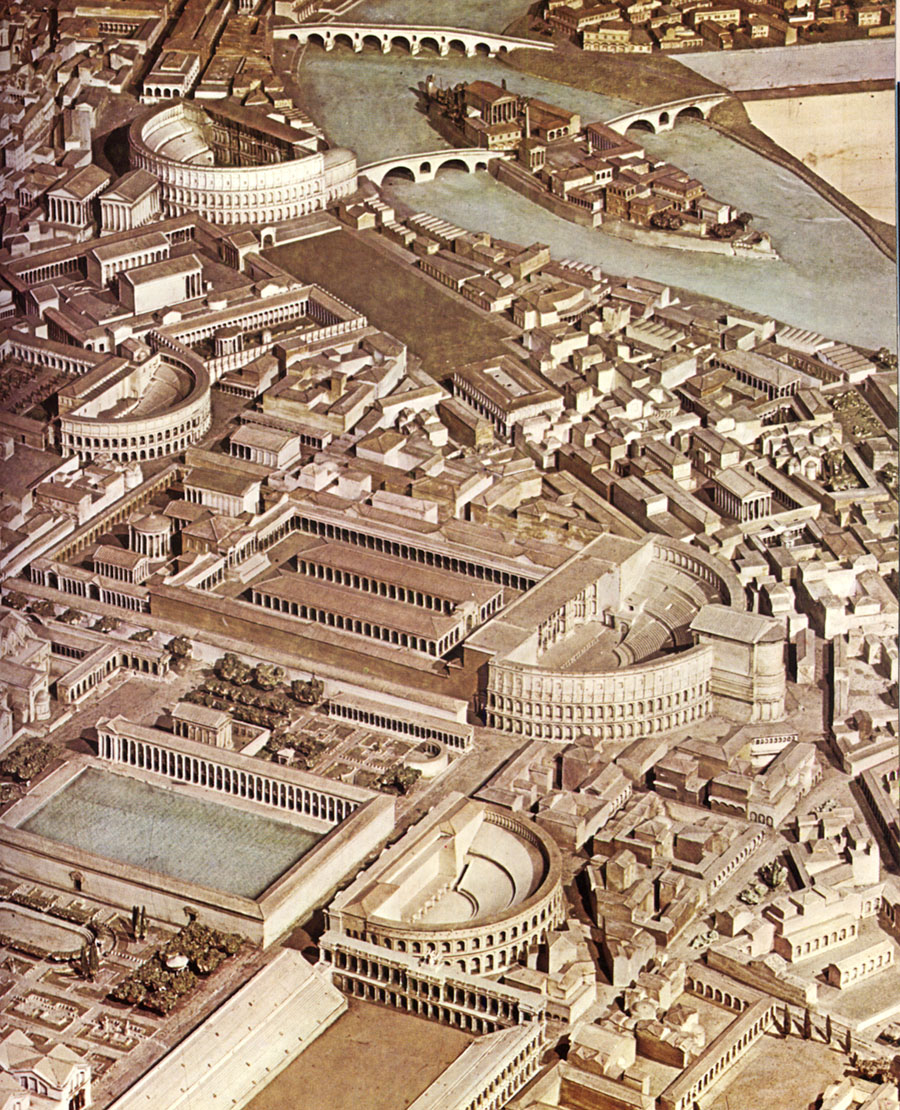
مدل پردیس باستانی مارتیوس، در نزدیکی سمت چپ پایین تصویر، در حدود سال ۳۰۰ پس از میلاد. که مرزهای دقیق آن حفظ نشده‌است. با این حال، در این زمان، این میدان کاملاً مستطیل شکل بود که توسط ساختمان‌هایی در داخل شهر احاطه شده بود.

پردیس مارتیوس (انگلیسی: Campus Martius) یک منطقه عمومی در رم باستان به وسعت حدود ۲ کیلومتر مربع (۴۹۰ هکتار) بود. در قرون وسطی پرجمعیت‌ترین منطقه رم بود. ریونی چهارم رم، کامپو مارتزیو، که بخش کوچکتری از منطقه اصلی را پوشش می‌دهد، نیز همین نام را دارد.